# Jun'ichi Ihara
Pour les articles homonymes, voir Ihara.
Jun'ichi Ihara (伊原 純一, Ihara Jun'ichi), né le 18 avril 1956 à Kyoto (Japon), est un diplomate japonais.
Il est ambassadeur du Japon en France, en principauté d’Andorre et en principauté de Monaco depuis décembre 2019.
Auparavant, il a entre autres été consul général du Japon à Los Angeles en 2008 et président du conseil général de l'Organisation mondiale du commerce en 2019.

## Biographie

### Formation et études
Il est diplômé du lycée rattaché à l'université d'éducation de Kyoto. Parmi ses camarades de lycée figuraient Urasenke Iemoto Sen Soshitsu, le président de la banque de Kyoto Nobuhiro Doi et le prêtre Honenin Masaaki Kajita.
Il est entré à la faculté de droit de l'université de Kyoto, où il a réussi l'examen avancé du service civil des affaires étrangères (promotion 1978). Après avoir obtenu son diplôme, il a rejoint le ministère japonais des Affaires étrangères en 1979.

### Vie privée
Il aimait jouer au golf, mais s'étant blessé au dos en y jouant lorsqu'il était en poste aux Philippines, il a du renoncé à continuer à y jouer.
Il a été professeur à l'École supérieure de politique publique internationale de l'université d'Osaka.

## Carrière diplomatique

### Débuts à la diplomatie japonaise (années 1980-1990)
Au début des années 1980, il a travaillé à l'ambassade du Japon en France et a bénéficié d'une formation en français.
En 1992, il est nommé premier secrétaire de l'ambassade du Japon aux Philippines.
En juillet 2004, il devient ministre plénipotentiaire à l'ambassade du Japon aux États-Unis.
En septembre 2006, il est nommé chef de cabinet du ministre japonais des Affaires étrangères Tarō Asō.
En mars 2008, il devient consul général du Japon à Los Angeles (États-Unis).
En novembre 2015, il devient ambassadeur extraordinaire et plénipotentiaire pour la Mission permanente du Japon auprès des organisations internationales à Genève.

### En poste à l'Organisation mondiale du commerce (2017-2019)
En 2017, il est président de l'Organe de règlement des différends de l'Organisation mondiale du commerce (OMC).
En 2018, il devient président du conseil général de l'OMC,. Il est élu à ce poste le 7 mars 2018.

### Ambassadeur du Japon en France (depuis 2019)
En décembre 2019, il est nommé ambassadeur extraordinaire et plénipotentiaire du Japon en France, en principauté d’Andorre et en principauté de Monaco,. Il a remis ses lettres de créance au président de la République française Emmanuel Macron le 5 octobre 2020. Il réside à Paris depuis lors.
Le 3 juin 2021, Jun'ichi Ihara a effectué un déplacement officiel à Lyon, dans le quartier de Confluence, à la rencontre des acteurs de la SmartCity. À cette occasion, il a également rencontré le maire de Lyon Grégory Doucet et le président de la métropole de Lyon Bruno Bernard.